# قائمة الفلاسفة الرواقيين
تحتوي القائمة الآتية على الفلاسفة الذين اعتنقوا المذهب الرواقي، مُرتَّبة تصاعدياً حسب التاريخ التقديري الذي عاشوا فيه تلك الفترة.
| الاسم                    | الفترة                    | ملاحظات                                        |
| ------------------------ | ------------------------- | ---------------------------------------------- |
| القرن الثالث قبل الميلاد |                           |                                                |
| زينون الرواقي            | (حوالي 334-262 ق.م)       | مؤسس المدرسة الرواقية في أثينا (حوالي 300 ق.م) |
| بيرسيوس                  | (306-243 ق.م)             | تلميذ وصديق زينو                               |
| أراطوس                   | (حوالي 315-حوالي 245 ق.م) | تلميذ زينون وشاعر.                             |
| أثينودوروس               | fl. 275 ق.م)              | تلميذ زينو وأخ أراطوس                          |